# Rico Freimuth
Rico Freimuth (* 14. března 1988 Postupim) je bývalý německý atlet, jehož specializací byl desetiboj. 
Je synem slavného desetibojaře Uweho Freimutha a synovcem olympijského medailisty ve skoku do výšky Jörga Freimutha. Osobní rekord v desetiboji 8561 bodů si vytvořil na MS v atletice v Pekingu 2015, kde zároveň vybojoval bronzovou medaili. Na OH v Londýně 2012 se umístil na 6. pozici výkonem 8320 bodů. V říjnu 2020 oznámil konec své sportovní kariéry.

## Osobní rekordy
- Desetiboj – 8663 bodů (25. červen 2017, Ratingen)